# Dan Harmon

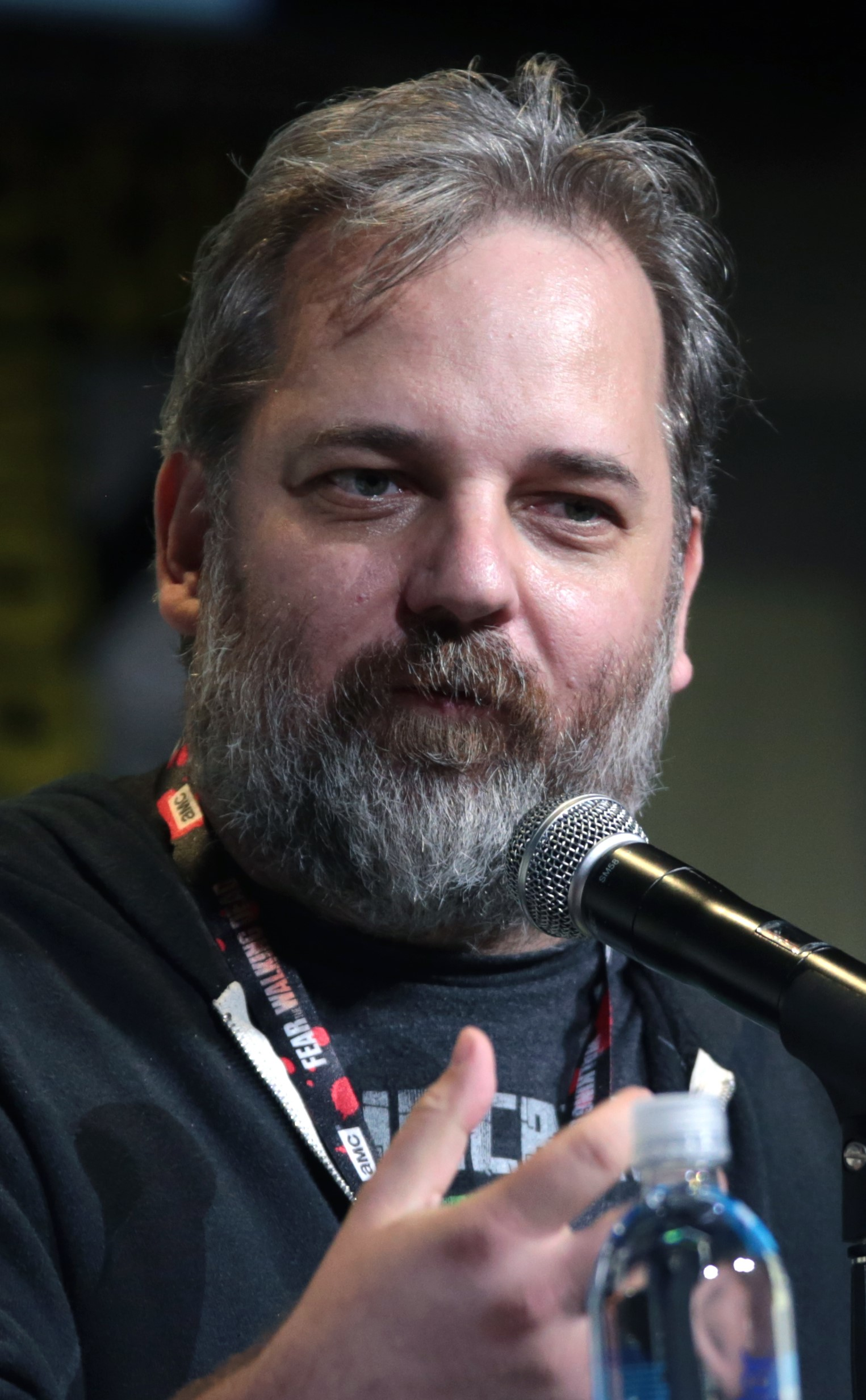
Dan Harmon auf der San Diego Comic-Con International 2016

Dan Harmon (* 3. Januar, 1973 in Milwaukee, Wisconsin) ist ein US-amerikanischer Drehbuchautor. Er ist der Schöpfer und Showrunner der Comedyserie Community sowie der Animationsserie Rick and Morty. Harmon kam durch seine unverblümte Art mehrfach in die Presse und gilt als einer der kontroversesten Showrunner. 2012 wurde er als Showrunner von Community gefeuert und im darauffolgenden Jahr unter großem Medieninteresse wieder eingestellt. Harmon ist zudem als Veranstalter des Livepodcasts Harmontown und als Mitbegründer des Channel 101, eines monatlich ausgetragenen Filmfestivals in Los Angeles, bekannt.

## Kindheit

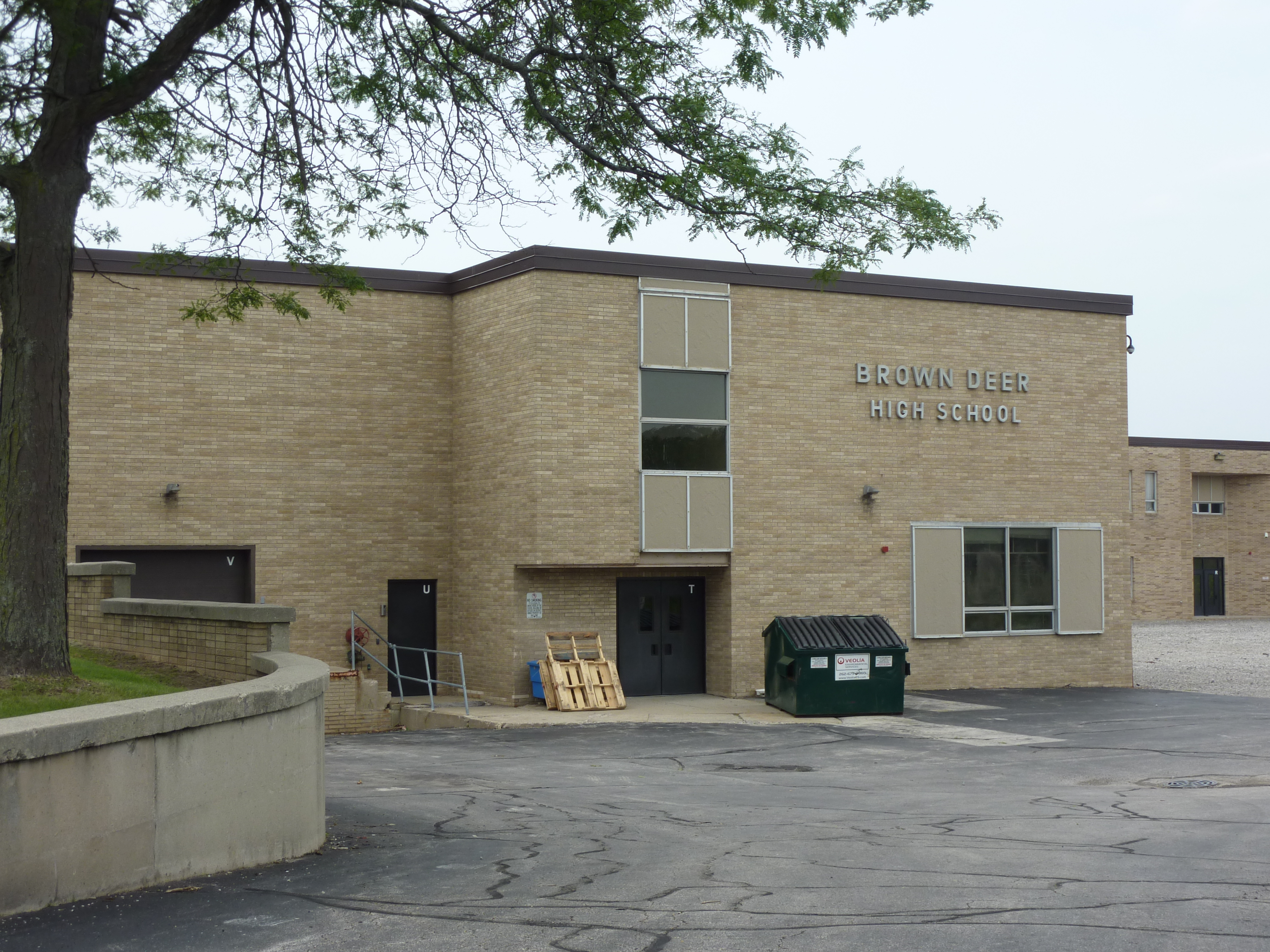
Brown Deer High School

Dan Harmon wurde 1973 in Milwaukee, im US-Bundesstaat Wisconsin geboren. Er wuchs in der unteren Mittelschicht im Norden Milwaukees mit einer Schwester und einem älteren Bruder auf. Da seine Eltern oft arbeiteten, schaute er viel Fernsehen, erkannte dabei Zusammenhänge und entwickelte ein erstes Interesse an dem Medium. Mit sieben Jahren erhielt er von seiner Mutter eine gebrauchte elektrische Schreibmaschine, mit der er seine ersten Filme schrieb. Als Kind war Harmon Einzelgänger. In der Schule kompensierte er seine sozialen Berührungsängste durch Humor und wurde zum Klassenclown. In der Brown Deer High School traf er Bob Orvis, einen Mitbegründer des ältesten Improvisationstheater Milwaukees, des ComedySportz. So fing Harmon als Schüler an, Impro zu spielen.

## Frühe Jahre
Nach Abschluss der Highschool zog Harmon nach Milwaukee und studierte an der Marquette University Journalismus, brach das Studium jedoch nach einem Jahr ab. In Milwaukee trat Harmon in Stand-up-Shows auf. Dabei traf er auf Rob Schrab, einen Comedian und Comicautor. Die beiden wurden Koautoren und schrieben gemeinsam Sketche, Radio Skits und Comics. 1992 traten sie der Comedytruppe „The Dead Alewives“ bei. Diese war eine Splittergruppe des ComedySportz, die gewagter und weniger familienfreundlich war. Die Gruppe wurde vor allem durch einen Dungeons-and-Dragons-Skit bekannt, der in zahlreichen Computerspielen, zum Beispiel in World of Warcraft, zitiert wurde und als CGI-Kurzfilm im Internet später virale Verbreitung fand. Die „Dead Alewives“ brachten ein Comedy-Album mit dem Titel Take Down the Grand Master sowie eine „Sketch Comedy Show“ auf Videokassette heraus. Auf dieser ist Harmon in verschiedenen Sketches zu sehen, die er zum Teil auch verfasste.
1994 entwickelte Rob Schrab die actionreiche Roboter-Comicserie Scud: The Disposable Assassin. Harmon schrieb einige Bände des erfolgreichen Indie-Comics sowie die Spin-off-Comicserie La Cosa Nostroid. Basierend auf dem Comic erschienen weitere Comicserien, ein Sega-Spiel, ein Computerspiel, Actionfiguren und bald wurde der Comic von Oliver Stone für einen Film optioniert. Im Verständnis, die beiden würden das Drehbuch schreiben, zogen sie 1997 nach Hollywood. Doch Stone hatte Drehbuchautoren mit mehr Erfahrung im Sinn. Letzten Endes wurde der Film nie produziert und die Rechte fielen an Schrab zurück. Um Stone zu beweisen, sie seien gute Drehbuchautoren, schrieben sie 1998 ein Spec Script, ein Drehbuch ohne Auftrag. Es hieß Big Ant Movie und war eine Action-Komödie über riesige Ameisen, die die Weltherrschaft an sich reißen. Aufgrund des Drehbuches nahm die United Talent Agency die beiden unter Vertrag und machte mit Robert Zemeckis einen Vertrag über zwei Filme, einer davon war der Animationsfilm Monster House, der als Realfilm konzipiert war, zu Harmons Missfallen jedoch umgeschrieben wurde, 2006 veröffentlicht wurde und für einen Oscar nominiert war.

## Heat Vision and Jack
1998 trafen Harmon und Schrab auf Ben Stiller, der von ihrem Spec Script angetan war. Über ihn erhielten sie einen Deal mit dem Fernsehsender ABC, um eine Serie zu entwickeln. Harmon pitchte The Protagonist, eine Serie über einen Drehbuchautor, der Drehbücher verbessern kann, indem er in die Drehbücher springt und diese durchlebt. ABC nahm den Deal zunächst an, einen Monat später gab ABC dem Projekt jedoch eine Absage. Da der Vertrag weiterhin bestand, sollten die beiden eine neue Idee entwickeln. Um aus diesem Vertrag herauszukommen, schrieben die beiden innerhalb von einem Wochenende Heat Vision and Jack. Inhaltlich erinnerte die Serie an Knight Rider und den Sechs-Millionen-Dollar-Mann. Wie erwartet, gefiel ABC die Idee nicht und zahlte die beiden stattdessen aus. Ben Stiller war von der Serie begeistert, das Telefon klingelte ununterbrochen und zahlreiche Schauspieler bekundeten ihr Interesse. Daraufhin begann ein Bieterkrieg zwischen NBC, FOX und UPN, der dazu führte, dass Dan Harmon und Rob Schrab schließlich bei Fox Executive Producer der Serie wurden. Der Pilot wurde 1999 unter der Regie von Ben Stiller mit dem damals noch unbekannten Jack Black in der Hauptrolle verfilmt. Im Stile einer 1980er Jahre Low-Budget-Serie wurde in der Pilotfolge die Geschichte des ehemaligen NASA-Astronauten Jack Austin erzählt, der der Sonne zu nahekam und Strahlungen ausgesetzt war, die zu einer Superintelligenz führten. Seitdem befindet er sich auf der Flucht vor der NASA, die Jack töten lassen will, um sein Gehirn zu untersuchen, immer begleitet von seinem Freund, in Form des sprechenden Motorrades Heat Vision. Neben Jack Black sprach Owen Wilson das Motorrad Heat Vision, Ron Silver spielte sich in der Serie selbst, als Schauspieler und gleichzeitig NASA-Agent. Doch dann bestellte FOX Heat Vision and Jack nicht. Harmon fiel daraufhin in eine tiefe Depression, verließ sein Haus einen Monat lang nicht und zweifelte an seinem Können. Später erschien die Pilotfolge als Bootleg-VHS, wurde auf dem Festival The Other Network gezeigt und gewann online eine große Fangemeinde. Noch Jahre später war Heat Vision and Jack als Film oder Webserie im Gespräch.

## Channel 101

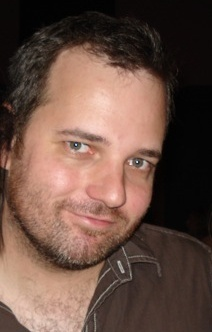
Dan Harmon 2007 bei Channel 101

Frustriert vom System und mit Zeit im Überfluss begannen Harmon und Schrab in den frühen 2000ern aus Spaß Filmparodien, Kurzfilme und Sketche zu drehen. Gutes Equipment wurde gerade günstiger und bald fanden sie weitere Künstler, Drehbuchautoren und Regisseure, die sich von Hollywood ungerecht behandelt fühlten. Die Filme führten sie monatlich im Wohnzimmer Schrabs vor, bis der Raum knapp wurde, da neue Filmemacher dazu stießen und immer mehr Filme gezeigt wurden. 2003 gründeten Harmon und Schrab schließlich Channel 101. Channel 101 ist ein Filmfestival, das wie ein Fernsehsender funktioniert, bei dem die Zuschauer das Programm bestimmen. Teilnehmer können online ihren eigenen fünfminütigen „Pilot“ einsenden. Monatlich entscheiden dann die Zuschauer in Los Angeles bei einem Filmfestival, welche Serie verlängert wird, und welche abgesetzt wird. Mit Channel 101 etablierten Harmon und Schrab noch vor YouTube eine erfolgreiche Comedy-Website. Jahrelang war Channel 101 einer der wenigen Orte, wo Talente der Comedybranche ihre Arbeit präsentieren konnten. Für die Filme ist dabei kein Genre vorgegeben, es gibt keine Zensur und kein Film ist zu absurd. Harmon nutzte seine Kontakte in Hollywood um bekannte Schauspieler in Channel 101 zu integrieren. Jack Black, Sarah Chalke und Bob Odenkirk hatten Rollen in Channel-101-Serien. Mehrere Schauspieler begannen ihre Karriere bei Channel 101. So etwa die aus Saturday Night Live bekannte Comedy-Truppe und Band The Lonely Island. Bei Channel 101 entstanden Webserien wie Chad Vader – Tagschichtleiter, House of Cosbys, Yacht Rock oder The Bu. 2006 wurde Channel 101 in den USA landesweit bekannt. Harmon spielte bei Channel 101 in einigen Serien als Schauspieler mit und war zum Teil für Drehbuch, Regie, Kamera und Schnitt verantwortlich.
2004 wurde der Kabelsender FX auf Channel 101 aufmerksam und erstellte einen Pilot, um das Konzept ins Fernsehen zu bringen, entschied sich dann jedoch dagegen. 2007 übernahm der Sender VH1 das Konzept als „Acceptable TV“. Harmon entwickelte, schrieb und spielte dabei mehrere Sketchserien. Die wöchentliche Ausstrahlung führte dazu, dass das Team am Ende der kurzlebigen Serie ausgebrannt war.
Während Dan Harmon Serien für Channel 101 schrieb, entwickelte er auf der Basis von Joseph Campbells Zyklus einer Heldenreise eine einfache Struktur um Storys zu schreiben. Den zwölfteiligen Zyklus Campbells brach Harmon auf grundlegende acht Punkte herunter. Harmon nennt diese Kreise Embryos und sieht sie in jeder Geschichte. Er entwickelt mit ihnen jedes Drehbuch, nutzt sie als grundlegendes Gerüst für Staffeln, eine Folge oder zum Aufbau einer einzelnen Szene.
Bei Channel 101 lernte Harmon auch Sarah Silverman kennen. 2006 wurden Harmon und Schrab von Silverman engagiert die Fernsehserie The Sarah Silverman Program. mitzuentwickeln. Harmon war einer der Drehbuchautoren, hatte aber Probleme mit Silverman zu arbeiten, da beide unterschiedliche Vorstellungen von der Ausrichtung der Show hatten. Nach wenigen Folgen wurde Harmon entlassen. Da Rob Schrab bei der Serie blieb, beendeten die beiden vorerst ihre jahrelange Zusammenarbeit.
Bei der Oscarverleihung 2009 arbeiteten beide wieder als Autoren der Show zusammen. Für die Eröffnungsnummer Hugh Jackmans erhielten sie einen Emmy.

## Community

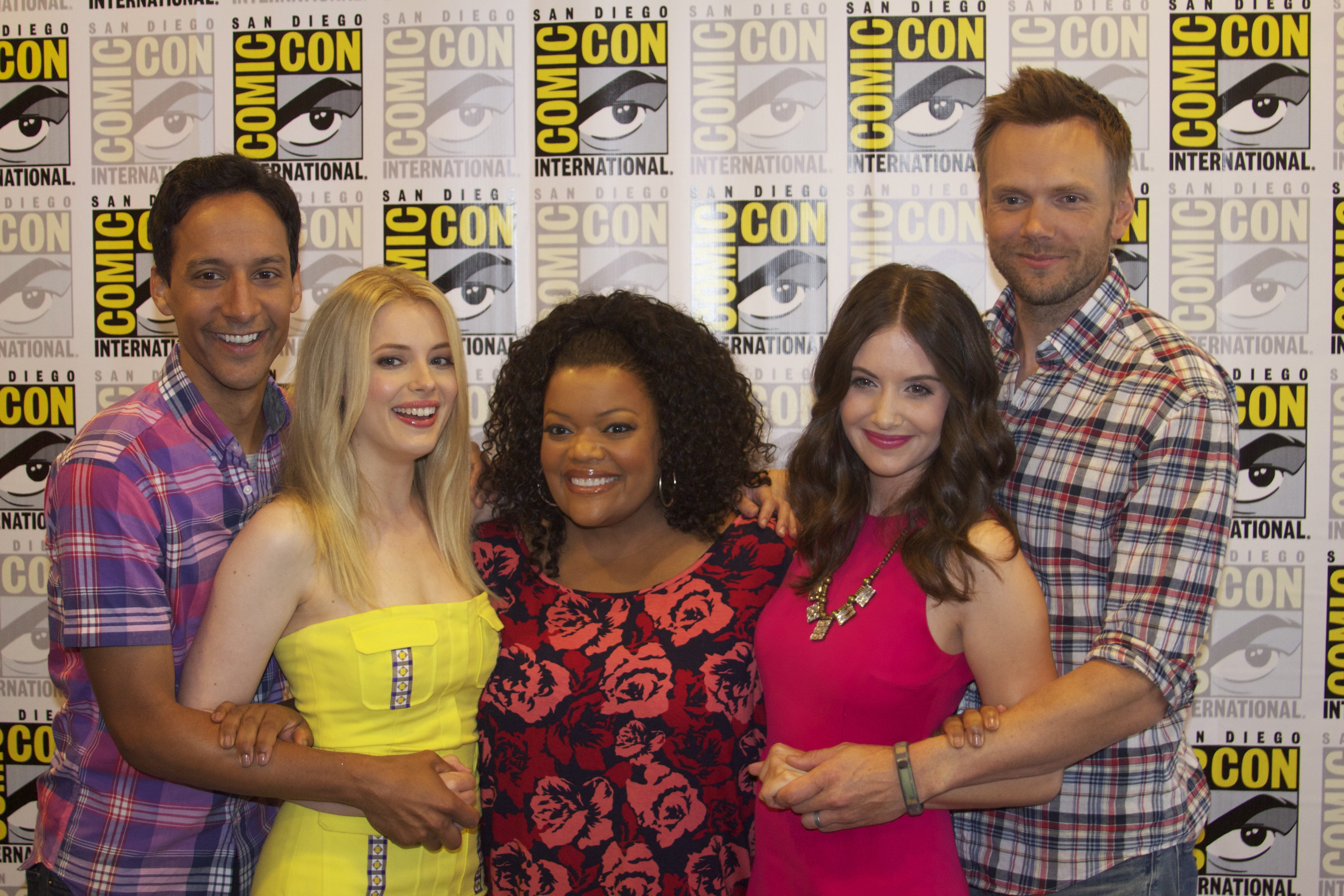
Hauptdarsteller der Serie Community (2012)

2009 entwickelte Harmon für NBC die Fernsehserie Community, die von einer Lerngruppe in einem Community-College handelt, die im Verlauf der Serie zu einer echten Gemeinschaft zusammenwächst. Die Idee für Community hatte Harmon schon länger: 2003 besuchte er ein Community-College in Glendale und wurde dort Teil einer Lerngruppe. Community wird von Kritikern gelobt, 2012 erhielt die Serie den Critics’ Choice Television Award als beste Comedyserie. Die Serie nutzt viele popkulturelle Anspielungen, parodiert Filme, das Fernsehen und Klischees. Die Serie hat online eine engagierte Anhängerschaft gefunden, dennoch hatte Community schwache Einschaltquoten.
Während der Produktion der Serie kam Harmon mehrfach in die Presse. Harmon ist für sein unberechenbares Handeln und seine Abneigung gegenüber Autoritäten bekannt. Zu einigen Regisseuren war Harmon respektlos, im Schnittraum hatte er Ausraster. Im Autorenraum gab es immer wieder Reibungen. Vor allem in der Anfangszeit war Harmon schlecht in der Zusammenarbeit mit anderen. Auch später musste jedes Drehbuch noch von Harmon umgeschrieben werden, „harmonisiert“ werden, wie die anderen Drehbuchautoren es nannten. Harmons Konflikte mit dem Schauspieler Chevy Chase wurden von der Presse aufgegriffen. Dass Harmon auf der Arbeit schläft, wurde von seinen Mitarbeitern auf dem Blog Sleepy Harmon dokumentiert. Seine Drehbücher kamen oft spät, mehrere Leseproben mussten verschoben werden und selbst seine Freunde beschreiben seinen Lebensstil als hochgradig dysfunktional. Als Harmons Vertrag 2012 auslief, wurde er von NBC gefeuert.
Trotz seiner Eigenheiten, war Harmon die treibende Kraft hinter Community. Die vierte Staffel ohne Harmon enttäuschte Fans, Kritiker und die eigene Besetzung. Den neuen Showrunnern wurde vorgehalten, den Stil von Harmon zu imitieren, ohne seine Vision allerdings nur eine lieblose Kopie der Serie zu erschaffen. Als Community 2013 um eine fünfte Staffel verlängert wurde, setzte sich der Hauptdarsteller Joel McHale dafür ein, Dan Harmon zurückzuholen. Den Schauspielern zuliebe tat NBC dies unter großem Medieninteresse auch. So widmete Hollywood Reporter Harmon im Juli 2013 eine Titelgeschichte. Anfang 2014 lief die fünfte Staffel der Serie auf NBC. Sie erhielt gute Kritiken, hatte jedoch mit schwachen Einschaltquoten zu kämpfen, sodass NBC die Serie einstellte. Daraufhin entschied sich Yahoo mit Harmon eine sechste Staffel der Serie zu produzieren.

## Weitere Projekte
Nachdem Harmon gefeuert wurde, entwickelte er Serienkonzepte für CBS und FOX. Mit Justin Roiland, den Harmon von Channel 101 kennt, schrieb er die Animationsserie Rick and Morty, die sehr positive Kritiken erhielt und verlängert wurde. Die Serie erzählt von einem genialen Wissenschaftler, der Alkoholprobleme hat, und seinem weniger intelligenten Enkelsohn, die gemeinsam Abenteuer in anderen Dimensionen erleben. In der Animationsserie übernahm er mehrere kleine Sprechrollen.
Gemeinsam mit Dino Stamatopoulos gründete er 2010 Starburns Industries, ein Unternehmen, das vor allem Animationsfilme produziert.
Harmon kommuniziert offen über das Internet, schreibt lange Blogeinträge über seine Arbeit und sein persönliches Leben. Auch in seiner Liveshow und Podcast Harmontown, die er seit Juli 2012 zusammen mit Jeff Davis veranstaltet, spricht er geradeheraus, was er denkt. Eine gleichnamige Dokumentation hatte am 8. März 2014 auf dem SXSW-Festival Premiere. Unter dem Titel You’ll Be Perfect When You’re Dead: The Collected Online Writings of Dan Harmon wurde 2013 ein Buch mit Harmons Onlinebeiträgen im Eigenverlag veröffentlicht.
Harmon lebte zusammen mit der Autorin des This Feels Terrible-Podcasts Erin McGathy in Los Feliz, Los Angeles, die beiden trafen sich erstmals 2011. Ende 2013 verlobten sich die beiden, am 15. November 2014 heirateten sie. Nach weniger als einem Jahr ließen sich die beiden scheiden.